# Haberlandia hintzi
Haberlandia hintzi is een vlinder uit de familie van de Metarbelidae. De wetenschappelijke naam van deze soort is voor het eerst gepubliceerd in 1911 door Karl Grünberg.
De soort komt voor in Kameroen.